# Максименко, Денис Петрович
Денис Петрович Максименко  (род.15 октября 1983) — хоккеист с мячом, полузащитник сборной Казахстана и ХК «Старт» (Нижний Новгород).

## Биография
Денис Максименко родился в Уральске, где и начал заниматься хоккеем с мячом в клубе «Акжайык».
В 2007 году переехал в Ульяновск, где один сезон провёл в «Волге».
С 2008 года защищает цвета нижегородского «Старта».
В составе сборной Казахстана на домашнем чемпионате мира стал бронзовым призёром.
В 2013 году стал двукратным, в 2014 — трёхкратным, а в 2015 — четырёхкратным призёром.